# Таганы
Таганы́ (чув. Такана) — деревня  Цивильского района Чувашской Республики России. Входит в состав Поваркасинского сельского поселения. 

## География
Расположена на левом берегу реки Малый Цивиль

### Улицы
В деревне четыре улицы и два переулка:
- Задняя (чув. Хыçалти)
- Центральная (чув. Аслă)
- Шалтикас (чув. Шалтикас)
- Овражная (чув. Çырмакас)
- Колхозный переулок (чув. Колхоз урамĕ)
- Кривой переулок (чув. Кукăр урам)

## История
До 1917 года деревня входила в Чурачикскую волость Цивильского уезда Казанской губернии.

## Население
| 2010 | 2012 |
| ---- | ---- |
| 227  | ↗238 |

## Известные уроженцы, жители
В деревне родилась и выросла С. М. Ефимова — одна из первых дикторов «Радио Чувашии», заслуженный радист СССР.

## Инфраструктура
Школьники учатся в Чурачикской средней общеобразовательной школе.
- Таганинский фельдшерско-акушерский пункт
- Таганинский сельский клуб

## Транспорт
Таганы в двух километрах от трассы A151 Цивильск — Ульяновск — Сызрань, к которой проложена асфальтированная дорога.